# Horvátország a Junior Eurovíziós Dalfesztiválokon
Horvátország eddig öt alkalommal vett részt a Junior Eurovíziós Dalfesztiválon.
A horvát műsorsugárzó a Hrvatska radiotelevizija, amely 1993 óta tagja az Európai Műsorsugárzók Uniójának, és 2003-ban csatlakozott a versenyhez.

## Története

### Évről évre
Horvátország egyike annak a tizenhat országnak, melyek részt vettek a legelső, 2003-as Junior Eurovíziós Dalfesztiválon. Első indulójuk Dino Jelusić volt, aki a Ti si moja prva ljubav című dalával megnyerte a koppenhágai versenyt, így Horvátország lett a Junior Eurovízió első győztese. A következő évben is dobogós helyet értek el, ekkor harmadikak lettek. 2005-ben a tizenkettedik helyen végeztek. Egy évvel később is a legjobb 10-ben voltak, a tizedikek lettek.
A horvát műsorsugárzó 2007-ben anyagi okokból visszalépett a versenytől, és 2014-ben, hét év kihagyás után tért vissza. Ekkor érték el eddigi legrosszabb helyezésüket, ami az utolsó hely. Az automatikusan járó tizenkét pontot nem számítva mindössze egy pontot kaptak, ami a legkevesebb, amit egy ország valaha kapott a többi szavazó országtól. (Az eddigi két rekorder 2006-ban Észak-Macedónia, 2007-ben pedig Görögország volt, akik mindössze két pontot kaptak az automatikusan járó tizenkét ponton kívül.)
A horvát műsorsugárzó 2015. június 23-án jelentette be, hogy az ország visszalép a 2015-ös versenytől.
Tíz év kihagyás után, 2025-ben ismét küldenek versenyzőt.

### Nyelvhasználat
Horvátország öt versenydalából négy horvát nyelvű, egy pedig horvát és angol kevert nyelvű volt.

## Résztvevők
| Év   | Előadó         | Dal                    | Magyar fordítás              | Helyezés | Pontszám |
| ---- | -------------- | ---------------------- | ---------------------------- | -------- | -------- |
| 2003 | Dino Jelusić   | Ti si moja prva ljubav | Te vagy az én első szerelmem | 1.       | 134      |
| 2004 | Nika Turković  | Hej mali               | Hé, kisfiú!                  | 3.       | 126      |
| 2005 | Lorena Jelusić | Rock Baby              | Rázd, bébi!                  | 12.      | 36       |
| 2006 | Mateo Đido     | Lea                    | —                            | 10.      | 50       |
|      |                |                        |                              |          |          |
| 2014 | Josie          | Game Over              | A játéknak vége              | 16.      | 13       |
|      |                |                        |                              |          |          |
| 2025 | Marino Vrgoč   |                        |                              |          |          |

## Szavazástörténet

### 2003–2014
| Hely | Ország             | Pont |
| ---- | ------------------ | ---- |
| 1.   | Észak-Macedónia    | 44   |
| 2.   | Hollandia          | 26   |
| 3.   | Norvégia           | 25   |
| 4.   | Svédország         | 25   |
| 5.   | Egyesült Királyság | 20   |
| 6.   | Fehéroroszország   | 19   |
| 7.   | Dánia              | 18   |
| 8.   | Lengyelország      | 17   |
| 9.   | Lettország         | 16   |
| 10.  | Görögország        | 14   |

| Hely | Ország           | Pont |
| ---- | ---------------- | ---- |
| 1.   | Fehéroroszország | 32   |
| 2.   | Spanyolország    | 28   |
| 3.   | Görögország      | 22   |
| 4.   | Észak-Macedónia  | 22   |
| 5.   | Belgium          | 19   |
| 6.   | Oroszország      | 17   |
| 7.   | Románia          | 16   |
| 8.   | Dánia            | 16   |
| 9.   | Szerbia          | 13   |
| 10.  | Bulgária         | 12   |

Horvátország sosem adott pontot a következő országoknak: Bulgária, Grúzia, Montenegró, Olaszország, Örményország, Portugália és Szlovénia
Horvátország sosem kapott pontot a következő országoktól: Lengyelország, Montenegró, Portugália, San Marino és Svájc

## Háttér
| Év        | Rendező     | Kommentátor                                      | Pontbejelentő                                    |
| --------- | ----------- | ------------------------------------------------ | ------------------------------------------------ |
| 2003      | Koppenhága  | N/A                                              | N/A                                              |
| 2004      | Lillehammer | N/A                                              | Buga                                             |
| 2005      | Hasselt     | N/A                                              | Nika Turković                                    |
| 2006      | Bukarest    | N/A                                              | Lorena Jelusić                                   |
| 2007–2013 | 2007–2013   | Nem vettek részt és nem közvetítették a versenyt | Nem vettek részt és nem közvetítették a versenyt |
| 2014      | Marsa       | Aljoša Šerić és Ivan Planinić                    | Sarah                                            |
| 2015–2023 | 2015–2023   | Nem vettek részt és nem közvetítették a versenyt | Nem vettek részt és nem közvetítették a versenyt |
| 2024      | Madrid      | Duško Ćurlić és Nika Turković                    | Nem vettek részt                                 |
| 2025      | Tbiliszi    |                                                  |                                                  |

## Lásd még
- Horvátország az Eurovíziós Dalfesztiválokon